# Per Oscarsson
Per Oscarsson (født 28. januar 1927 i Stockholm, Sverige, død 31. december 2010 i Skara ved Göteborg) var en svensk skuespiller. Han spillede hovedrollen som Pontus i Henning Carlsens film Sult. For den rolle modtog han både en Bodil og prisen som bedste mandlige hovedrolle ved Cannes Filmfestival.
Oscarsson har ved flere lejligheder optrådt i danske film. Bl.a. Jesper W. Nielsens Den sidste viking og Manden bag døren, Cæcilia Holbek Triers Send mere slik, Carsten Myllerups Midsommer og Rumle Hammerichs Unge Andersen.
I 2009 medvirkede han i filmatiseringen af Stieg Larssons Pigen der legede med ilden og Luftkastellet der blev sprængt.
Natten mellem 30. og 31. december 2010 brændte Per Oscarssons hus i Skara. Han og hans kone Kia Östling befandt sig i huset.

## Udvalgt filmografi
- Ørneunger (1944, ukrediteret)
- Den kloge kone (1946, ukrediteret)
- Gaden (1949)
- En tilfældig pige (1952)
- Vildfugle (1955)
- Voksdukken (1962)
- Hvem vil ha' min kone? (1964)
- Sult (1966)
- Dr. Glas (1968)
- Nybyggerne (1972)
- Gangsterfilmen (1974)
- Brøderne Løvehjerte (1977)
- Picassos eventyr (1978)
- Chez Nous (1978)
- Kristoffers hus (1979)
- Sverige åt svenskarna (1980, også instruktør og manuskriptforfatter)
- Sejled' op ad åen (1981)
- Ronja Røverdatter (1984)
- 1939 (1989)
- Englegård (1992)
- Kejseren af Portugalien (tv-serie, 1992-1993)
- Den sidste viking (1997)
- Forbudt for børn (1998)
- Skærgårdsdoktoren (tv-serie, 2000)
- Send mere slik (2001)
- Kaspar i Nudådalen (julekalender, 2001)
- Midsommer (2003)
- Manden bag døren (2003)
- Unge Andersen (2005)
- Pigen der legede med ilden (2009)
- Luftkastellet der blev sprængt (2009)